# Walther Ritz
Walther Ritz (ur. 22 lutego 1878 w Sionie, zm. 7 lipca 1909 w Getyndze) – szwajcarski fizyk teoretyk; zajmował się fizyką matematyczną, m.in. teorią funkcjonałów. Inne osiągnięcia:
- w 1908 roku uściślił podaną przez Rydberga regułę porządkującą widma atomowe – tzw. zasada Ritza;
- opracował szczególny przypadek metody wariacyjnej, nazwanej od jego nazwiska metodą Ritza – jako rozwiązanie równania Schrödingera;
- w 1908 roku zaproponował teorię emisyjną jako alternatywę dla szczególnej teorii względności Einsteina[potrzebny przypis].

Zmarł przedwcześnie na gruźlicę.